# Bahçesultan, Pazaryeri
Bahçesultan là một xã thuộc huyện Pazaryeri, tỉnh Bilecik, Thổ Nhĩ Kỳ. Dân số thời điểm năm 2011 là 84 người.